# Joe Gallo
Joseph Gallo (Nueva York, 7 de abril de 1929 – Nueva York, 7 de abril de 1972), también conocido como "Crazy Joe", fue un mafioso ítalo-estadounidense y Caporegime de la familia criminal Colombo de Nueva York.
En su juventud, Gallo fue diagnosticado con esquizofrenia luego de un arresto. Pronto se convirtió en un matón de la familia criminal Profaci, formando luego su propia pandilla que incluía a sus hermanos Larry y Albert. En 1957, Joe Profaci supuestamente ordenó a Gallo y su pandilla asesinar a Albert Anastasia, el jefe de la familia criminal Gambino; Anastasia fue asesinado el 25 de octubre en una barbería en midtown Manhattan. En 1961, los hermanos Gallo secuestraron a cuatro de los principales hombre de Profaci: el subjefe Joseph Magliocco, Frank Profaci (hermano de Joe Profaci), el caporegime Salvatore Musacchia y el soldato John Scimone, demandando un esquema financiero más favorable para su liberación. Luego de algunas semanas de negociación, Profaci y su consigliere, Charles "the Sidge" LoCicero, hicieron un acuerdo con los Gallo y aseguraron la liberación pacífica de los rehenes. Esto incidió la Primera Guerra de los Colombo.
En 1961, Gallo fue declarado culpable de asociación ilícita y extorsión por intentar extorsionar a un hombre de negocios, y fue sentenciado a una sentencia de entre 7 a 14 años de prisión. Mientras Gallo estaba preso, Profaci murió de cáncer en 1962, Magliocco tomó control de la familia y la pandilla Gallo intentó asesinar a Carmine Persico en 1963. El jefe de la familia Patriarca Raymond L. S. Patriarca negoció un acuerdo de paz entre las dos facciones, pero luego de que Gallo fuera liberado de prisión el 11 de abril de 1971, señaló que el acuerdo no le aplicaba porque él estuvo en prisión cuando se negoció. Desde su liberación, un ofrecimiento de paz de 1,000 dólares fue hecho por el jefe Joseph Colombo, pero Gallo demandó 100,000 dólares; Colombo se negó. El 28 de junio de 1971, en una manifestación de la Italian-American Civil Rights League en Columbus Circle, Manhattan, Colombo fue disparado tres veces por un pistolero afroamericano quien fue asesinado inmediatamente por los guardaespaldas de Colombo. Colombo sobrevivió al tiroteo pero quedó paralítico. Aunque muchas personas de la familia Colombo culparon a Gallo por el tiroteo, la policía concluyó que el pistolero actuó por su cuenta luego de que interrogaran a Gallo.
El liderazgo de la familia Colombo estuvo convencida de que Gallo ordenó el asesinato luego de sus desencuentros con la familia, incitando la Segunda Guerra de los Colombo. El 7 de abril de 1972, alrededor de las 4:30 a. m., Gallo fue disparado en Umbertos Clam House en Little Italy mientras celebraba su cumpleaños 43. Se dieron varias versiones sobre quién podría haber sido el asesino.

## Primeros años
Joe Gallo nació en el barrio de Red Hook, Brooklyn, en Nueva York. Sus padres fueron Umberto y Mary Gallo. Un contrabandista de licores durante la ley seca, Umberto invirtió sus ganancias en la usura e hizo poco para desalentar a sus tres hijos de participar en la actividad criminal local.
Aunque permanecería relacionado con South Brooklyn en el imaginario popular de su carrera criminal y a pesar de que frecuentaba el área debido a sus vínculos familiares, Gallo fue criado en realidad en el barrio de Kensington (entonces caracterizado como un sector de Flatbush), donde su familia era propietaria y operaba el Jackie's Charcolette, una greasy spoon ubicada en el 108 de Beverley Road que aprovechaba el tráfico peatonal del cercano distrito comercial de Church Avenue y la estación del metro. Hasta 1964, un dossier sobre crimen organizado del Senado de los Estados Unidos identificó el hogar de la familia en el 639 de la Calle 4 Este como la residencia permanente de Gallo. Para 1972, la familia Gallo se había mudado a una casa más grande en el 652 de la misma calle que fue operada como un lugar de alquiler de habitaciones. Terminó su educación primaria en la P.S. 179 en Kensington antes de ir a la Brooklyn High School of Automotive Trades en Williamsburg a la edad de 16.
Poco después, Gallo sufrió un trauma cerebral en un accidente automovilístico, resultando en la manifestación de un tic nervioso; por esta coyuntura, él y sus asociados de toda la vida Peter "Pete the Greek" Diapoulas y Frank Illiano empezaron a evaluar varios esquemas criminales mientras frecuentaban el Church Avenue's Ace Pool Room y una tienda de dulces en la calle 26 y la avenida 14 en el cercano barrio de Borough Park. En 1949, luego de ver la película El beso de la muerte, Gallo empezó a imitar al personaje del gánster interpretado por Richard Widmark "Tommy Udo" y recitar los diálogos de la película. Luego de un arresto en 1950, estuvo temporalmente confinado en el Kings County Hospital Center, donde fue diagnosticado de esquizofrenia. Albert Seedman, el jefe de la Oficina de Detectives del Departamento de Policía de Nueva York, llamó a Gallo "ese pequeño hombre con pelotas de acero". Los hermanos Gallo, Larry y Albert "Kid Blast" Gallo, también fueron sus socios criminales.
La primera esposa de Gallo - con quien se casó alrededor de 1960 y se divorció a mediados de los años 1960, y se volvió a casar en julio de 1971- fue la showgirl de Las Vegas Jeffie Lee Boyd. Luego, en el mismo 1971, Jeffi se divorció de Gallo otra vez. El matrimonio tuvo una hija, Joie. En marzo de 1972, tres semanas antes de su muerte, Gallo se casó con la actriz de 29 años Sina Essary, y se convirtió en el padre adoptivo de la hija de Sina, Lisa Essary-Gallo (nacida en 1962).

## Inicios de su carrera criminal
Gallo empezó como un matón y sicario de Joe Profaci en la familia criminal Profaci. Además de ayudar a manejar el negocio de usura de su padre y las operaciones de máquinas expendedoras y rockolas de su hermano Larry Gallo (siendo estas últimas percibidas como la "joya de la corona" de los garitos de la familia), supervisaba directamente una variedad de empresas, incluyendo dados cargados y juegos de cartas con altas apuestas. Mantuvo sus cuarteles generales en "The Dormitory", un edificio de inquilinato de ladrillo en el 51 de President Street (dentro de los límites de la contemporánea Columbia Street Waterfront District) que previamente albergó los intereses en máquinas expendedoras de la familia Gallo. En el sótano de esa propiedad supuestamente mantenía un león llamado Cleo que era su mascota. Unos años después, Gallo secretamente fue propietario de varios nightclubs en Manhattan y dos sweat shops en el Garment District.
En 1957, Profaci supuestamente pidió a Gallo y su pandilla asesinar a Albert Anastasia, el jefe de la familia criminal Gambino. El subjefe de Anastasia, Carlo Gambino, quería reemplazarlo y le pidió a Profaci que lo asista. El 25 de octubre, Anastasia entró a la barbería en el Park Sheraton Hotel en midtown Manhattan. Mientras Anastasia se relajaba en la silla del barbero, dos hombres cubiertos con chalinas entraron, sacaron al barbero de en medio y mataron al jefe Gambino en una salva de balas. Los asesinos de Anastasia nunca fueron identificados pero Carmine Persico luego dijo que él y Gallo dispararon contra Anastasia, bromeando que había sido parte del "quinteto barbershop" de Gallo.
El año siguiente, Gallo y sus hermanos fueron citados a Washington D. C., para declarar ante el Comité McClellan sobre crimen organizado del Senado de los Estados Unidos. Mientras visitaba al consejero del senado Robert F. Kennedy en su oficina, Gallo flirteó con la secretaria de Kennedy y le dijo a Kennedy que su alfombra sería excelente para un juego de dados. En el banco del testigo, ninguno de los hermanos proveyó información útil.

## Primera Guerra de los Colombo
El 27 de febrero de 1961, los hermanos Gallo secuestraron cuatro de los principales hombres de Profaci: el subjefe Joseph Magliocco, Frank Profaci (hermano de Joe Profaci), el caporegime Salvatore Musacchia y el soldado John Scimone. Profaci mismo evitó ser capturado y huyó a Florida. Mientras mantenía cautivos a los rehenes, Larry y Albert enviaron a Joe a California. Los Gallo demandaban un esquema financiero más favorable para liberar a los rehenes. Joe quería matar un rehén y demandar 100,000 dólares antes de las negociaciones, pero su hermano Larry no lo permitió. Luego de algunas semanas de negociación, Profaci y su consigliere, Charles "the Sidge" LoCicero, hicieron un acuerdo con los Gallo y aseguraron la liberación pacífica de los rehenes.
Sin embargo, Profaci no tenía intención de cumplir con este acuerdo. El 20 de agosto de 1961, ordenó los asesinatos de Larry Gallo y Joseph "Joe Jelly" Gioielli, un miembro de la pandilla Gallo. Los pistoleros supuestamente asesinaron a Gioielli luego de invitarle ir a pescar. Larry sobrevivió a un intento de estrangulación de Persico y Salvatore "Sally" D'Ambrosio en el Sahara Club en East Flatbush luego de que intervino un oficial de policía. Los hermanos Gallo habían estado antes alineados con Persico contra Profaci y sus leales; y empezaron a llamar a Persico "la Serpiente" luego de que los traicionara. La guerra de pandillas continuó, resultando en nueve asesinatos y tres desapariciones. Con el inicio de la guerra, la pandilla Gallo se retiró al Dormitory. Persico fue acusado ese mismo año por el intento de asesinato de Larry Gallo, pero los cargos se dejaron de lado cuando Larry se negó a testificar.
En noviembre de 1961, Gallo fue declarado culpable de asociación ilícita y extorsión. El 21 de diciembre de ese año fue sentenciado a pasar entre 7 a 14 años en prisión.

## Prisión
Mientras cumplía su sentencia, fue encarcelado en tres prisiones estatales de Nueva York: Green Haven Correctional Facility, Attica Correctional Facility, y Auburn Correctional Facility. 
En 1962, mientras Gallo cumplía su tiempo en Attica, sus hermanos Larry y Albert, junto con otros cinco miembros de la pandilla Gallo, entraron a un edificio de inquilinato en llamas en Brooklyn cerca de su escondite, the Longshore Rest Room, y rescataron seis niños y a su madre. La pandilla fue brevemente celebrada en la prensa.
Mientras estaba en Green Haven, Gallo se hizo amigo del narcotraficante afroamericano Leroy "Nicky" Barnes. Gallo predijo un aumento del poder en los garitos de la droga en Harlem a favor de las pandillas negras y entrenó a Barnes sobre cómo mejorar su organización criminal. El 29 de agosto de 1964, Gallo demandó al Departamento de Correcciones, señalando que oficiales del mismo le aplicaron castigo inusual y cruel en Green Haven luego de que permitió que un barbero negro le cortase el cabello. El comisionado de la prisión caracterizó a Gallo como un interno beligerante y un agitador.
En Auburn, Gallo aprendió a pintar con acuarelas y se volvió un ávido lector. Trabajó como operador de ascensores en los talleres de la prisión. Durante un motín en Auburn, rescató a un oficial penitenciario severamente herido de internos furiosos. El oficial luego testificó a favor de Gallo en una audiencia para su liberación bajo palabra. Según Donald Frankos, un compañero interno en Auburn, Gallo era "hablador y tenía excelentes habilidades verbales siendo capaz de describir cómo se cortaba la garganta de un hombre con la misma elocuencia con la que discutía literatura clásica."
En mayo de 1968, mientras Gallo seguía en prisión, su hermano Larry murió de cáncer.

## Salida de prisión y segunda guerra de los Colombo
Mientras Gallo estuvo cumpliendo su sentencia, grandes cambios sucedieron en la familia Profaci. El 7 de junio de 1962, luego de una larga enfermedad, Profaci murió de cáncer. Magliocco tomó control y continuó la batalla con los hermanos Gallo. El 9 de mayo de 1963 una escuadra de sicarios de los Gallo disparó a Persico muchas veces, pero sobrevivió. En 1963, a través de negociacionse con el jefe de la familia Patriarca Raymond L.S. Patriarca, se alcanzó un acuerdo de paz entre las dos facciones. Gallo luego declaró que el acuerdo de paz no se le aplicaba porque él estuvo en prisión cuando fue negociado.
Luego en 1963, la Comisión forzó a Magliocco a renunciar luego de que se descubriera que ayudó a elaborar un plan para sacarlos e instaló a Joseph Colombo, un aliado de Gambino, como el nuevo jefe de la familia Profaci. Entonces la familia Profaci se convirtió en la familia criminal Colombo. Sin embargo, pronto Colombo se alejó de Gambino con el establecimiento de la Italian-American Civil Rights League y la atención mediática que generó.
Gallo fue liberado de prisión el 11 de abril de 1971. Su segunda esposa, Sina, lo describiría poco después de su liberación diciendo que se le veía extremadamente frágil y pálido: 

"Se veía como un anciano. Era un saco de huesos. Podrías ver los restos de lo que había sido un hombre asombrosamente guapo en su juventud. Tenía hermosas formas - hermosa nariz, hermosa boca y profundos ojos azules."

Gallo pronto se convirtió en parte de la alta sociedad de Nueva York. Su conexión empezó cuando el actor Jerry Orbach interpretó al inepto mafioso Kid Sally Palumbo en la película de 1971 The Gang That Couldn't Shoot Straight, un papel basado ligeramente en Gallo.
Luego de su liberación, Colombo y Joseph Yacovelli invitaron a Gallo a una reunión de paz con una oferta de 1,000 dólares. Gallo le dijo a los representantes de la familia que él no estaba vinculado con el acuerdo de paz de 1963 y demandó $100,000 para arreglar la disputa, a lo que Colombo se negó. El 28 de junio de 1971, en el segundo mitin realizado en Columbus Circle en Manhattan, Colombo fue disparado tres veces, una en la cabeza, por un pistolero afroamericano llamado Jerome A. Johnson. Johnson fue eliminado inmediatamente por los guardaespaldas de Colombo. Colombo sobrevivió a los disparos pero quedó paralítico hasta su muerte en mayo de 1978. Aunque muchos en la familia Colombo culparon a Gallo por el tiroteo, la policía finalmente concluyó que Johnson actuó en solitario luego de que interrogaran a Gallo. El liderazgo de la familia Colombo estuvo convencido de que Gallo ordenó el asesinato luego de que saliera de la familia.

## Asesinato
El 7 de abril de 1972, alrededor de las 4:30 a. m., Gallo y su familia entraron a Umbertos Clam House en el barrio de Little Italy de Manhattan para celebrar su cumpleaños 43 junto a su hermana Carmella, su esposa Sina, su hija adoptiva Lisa, sus guardaespaldas Peter "Pete the Greek" Diapoulas, y la novia de este último. Mas temprano esa noche, la fiesta de los Gallo había visitado el Copacabana junto a Jerry Orbach y su esposa, Marta, para ver una actuación del comediante Don Rickles y del cantante Peter Lemongello. Una vez en Umbertos, el grupo ocupó dos mesas, con Gallo y Diapoulas viendo hacia la pared. Rickles y Lemongello, a quien Gallo había invitado para que se les unieran en Umbertos, encontraron una excusa para no asistir, salvando así sus vidas.
El asociado de la familia Colombo Joseph Luparelli afirma que él estaba sentado en el bar, sin saber que Gallo estaba en el establecimiento. Cuando Luparelli lo vio, dijo que salió inmediatamente y fue hasta un escondite de la familia Colombo dos cuadras más allá. Luego de contactar con Yacovelli, Luparelli dijo que reclutó al asociado de la familia Colombo Philip Gambino, al soldado de la familia Genovese Carmine "Sonny Pinto" DiBiase, y otros dos hombres - supuestos miembros de la familia Patriarca - para matar a Gallo debido a su creencia de que la familia Colombo había puesto un precio sobre su cabeza. Al llegar a Umbertos, Luparelli dijo que se quedó en el coche y los otros cuatro hombres entraron por la puerta trasera. Entre los platos de marisco, Luparelli aseguró que los cuatro pistoleros entraron al comedor y abrieron fuego con sus revólveres calibre .32 y .38. Gallo insultó e intentó sacar su pistola pero veinte disparos le cayeron encima, y fue herido en la espalda, codo y glúteos. Luego de voltear un bloque de carnicero, Gallo intentó ir hacia la puerta principal. Los testigos dicen que estaba intentando alejar el fuego de su familia. Diapoulas recibió un disparo en la cadera. Gallo, mortalmente herido, se derrumbó en la calle. Fue llevado en un coche patrulla al Beekman-Downtown Hospital donde fue declarado muerto poco después de las 5:30 a. m.
La versión de Luparelli obtuvo gran publicidad, pero fue tomada con escepticismo por la policía. El detective de homicidios de la NYPD Joe Coffey, quien recibió el caso Gallo de los investigadores originales, reportó que basado en testimonio de testigos y reconstrucción de la escena del crimen, la policía siempre creyó que el asesino de Gallo fue un solo hombre. Coffey también aseguró que la policía circuló una historia falsa sobre tres tiradores para ayudar a conseguir información de supuestos testigos o informantes: cualquiera que reportara tres pistoleros en vez de uno era marcado como no confiable. El autor Charles Brandt nota que "La declaración [de Luparelli] nunca fue corroborada en el menor detalle" y no llevó a ningún arresto. Brandt luego especula que la confesión de Luparelli fue más desinformación ordenada por superiores de la familia Colombo para disminuir las tensiones luego del tiroteo contra Gallo. Umbertos era propiedad de asociados de la familia criminal Genovese, lo que normalmente podría implicar que esta familia había dado su permiso para el asesinato cometido en su territorio. Pero la versión de Luparelli, de que el tiroteo fue un acto espontáneo, sin planificación y sin la aprobación de ningún mafioso de alto rango, quitó presión a las familias Colombo y Genovese.
Una versión diferente pero igualmente disputada del asesinato fue ofrecida por Frank Sheeran, un sicario y jefe de sindicato. Poco antes de su muerte en el 2003, Sheeran dijo que él fue el único pistolero en el golpe contra Gallo y que actuó bajo las órdenes del mafioso Russell Bufalino, quien sentía que Gallo estaba llamando demasiada atención no deseada con su estilo de vida y la Italian-American Civil Rights League. Coffey y varios otros oficiales de policía de Nueva York creen que fue Sheeran quien mató a Gallo. Además, un testigo en Umbertos en la noche del incidente, que posteriormente fue un editor de The New York Times que habló en condición de anonimidad, también identificó a Sheeran como el hombre que vio disparando a Gallo. Jerry Capeci, un periodista y experto en la Mafia quien estuvo en Umbertos poco después del tiroteo como un joven reportero del New York Post, escribió después que si él fuera "obligado a elegir" sobre quién mató a Gallo, Sheeran era el responsable más seguro. Bill Tonelli disputa la veracidad de la versión de Sheeran en su artículo de la revista Slate "The Lies of the Irishman" (en español: "las mentiras del irlandés"), como lo hace el profesor de Harvard Law School Jack Goldsmith en "Jimmy Hoffa and 'The Irishman': A True Crime Story?" que aparece en The New York Review of Books. El antiguo capo de la familia Colombo Michael Franzese, también disputa que Sheeran haya sido el asesino cuando comenta la escena que muestra el asesinato en la película El irlandés, señalando que 'él sabe de hecho lo que pasó ahí' basado en su involucramiento personal con la Mafia en esos tiempos. La viuda de Gallo luego declaró que ella recuerda que el ataque era de varios hombres y que todos eran bajos y parecían italianos. Sheeran, por otro lado, era de ascendencia irlandesa y sueca y medía 1,93 metros.

### Consecuencias
El funeral de Gallo se llevó a cabo bajo vigilancia policial. Su hermana Carmella declaró sobre su ataúd abierto que "¡las calles se van a poner rojas por la sangre, Joey!" Buscando venganza, Albert Gallo envió un pistolero desde Las Vegas hasta el restaurante Neapolitan Noodle en Manhattan, donde Yacovelli, Alphonse Persico, y Gennaro Langella estaban cenando. Sin embargo, el pistolero no reconoció a los mafiosos y disparó a cuatro comensales inocentes, matando a dos de ellos. Tras este intento de asesinato, Yacovelli voló a Nueva York, dejando a Persico como el nuevo jefe. La familia Colombo, liderada por el apresado Persico, se sumergió en una segunda guerra que duró varios años hasta que un acuerdo en 1974 permitió a Albert y al resto de su pandilla unirse a la familia Genovese.
Un cada vez más paranoico Luparelli huyó a California, ahí contactó al FBI y logró un acuerdo para convertirse en un testigo del gobierno. Implicó a los cuatro hombres en el asesinato de Gallo. Sin embargo, la policía no pudo levantar cargos contra ellos ya que no había evidencia que corroborara las declaraciones y Luparelli fue luego calificado como un testigo no confiable. Nadie fue acusado por el asesinato de Gallo.
En octubre de 1975, el Departamento de Nueva York de Recursos Hídricos empezó a reemplazar los desagües en la "cuadra Gallo" de President Street (entre las calles Columbia y Van Brunt) con un sistema diseñado para conectar con una nueva planta de tratamiento de aguas residuales en Red Hook. Cuando la casa del 21 President Street colapsó el 3 de diciembre de 1975 (resultando en la muerte de un hombre), todos los trabajos en el proyecto se detuvieron por más de dieciocho meses, dejando una "zanja abierta en mitad de la calle [...] con tirantes de acero y llena de agua estancada" debido a un inusual fallo en el bombeo. Esto comprometió los cimientos de todos los edificios en la cuadra y de los edificios restantes en la vecina calle Carroll, uniéndose a los efectos de probables daños anteriores de la construcción del Túnel Brooklyn–Battery y el alineamiento deprimido de la Brooklyn–Queens Expressway en la cercana Hicks Street. El miembro de la pandilla Gallo Frank DiMatteo especuló que "abogados y políticos corruptos [...] decidieron convertir toda la cuadra en un agujero maloliente hasta que nadie pudiera vivir ahí" en un esfuerzo de liberar el área — por ahora conveniente para los enclaves gentrificados de Carroll Gardens y Cobble Hill — de los miembros de la pandilla Gallo que quedaran. Según DiMatteo, sólo cuatro edificios de la cuadra fueron propiedad de la pandilla Gallo: "El resto eran todos propiedad de gente inocente que tenían esas casas por generaciones. [...] No les importó, ellos obtuvieron lo que querían." Como 33 edificios en la cuadra fueron subsecuentemente destruidos y reemplazados con nuevas viviendas, ninguno de los edificios de la era Gallo existen hoy.

## Pandilla Gallo
- Albert "Kid Blast" Gallo – se pasó a la familia criminal Genovese en 1975.
- Larry Gallo – murió de cáncer en 1968.
- Frank "Punchy" Illiano – se pasó a la familia criminal Genovese en 1975, murió en enero del 2014.
- Bobby Boriello – se pasó a la familia criminal Gambino en 1972, asesinado en 1991 bajo órdenes de Anthony Casso.
- Nicholas Bianco – se pasó a la familia criminal Patriarca en 1963, murió de causas naturales en 1994.
- Vic Amuso – se pasó a la familia criminal Lucchese, cumpliendo su sentencia de cadena perpetua.
- Joseph "Joe Pesh" Luparelli – entró al programa de protección de testigos en 1972, su ubicación actual es desconocida.
- Joe Gioelli – asesinado en 1961 por pistoleros Profaci.
- Carmine "the Snake" Persico – jefe de la familia Colombo, murió en prisión el 2019 mientras cumplía una sentencia de 139 años.[54]
- Michael Rizzitello – se pasó a la familia criminal de Los Ángeles, murió en prisión debido a complicaciones por cáncer el 2005.
- Peter Diapoulas.
- John Cutrone – lideró la facción que se separó de la pandilla, asesinado en 1976 por pistoleros desconocidos.
- Gerry Basciano – se separó de la pandilla Gallo, asesinado en 1976 por pistoleros desconocidos.
- Steve Cirrilo – asesinado en 1974 por hombres de Cutrone.
- Joseph Cardiello – se unió a la familia Profaci, asesinado por pistoleros Gallo el 10 de diciembre de 1963.
- Louis Mariani – asesinado por pistoleros Profaci el 10 de agosto de 1963.
- Leonard "Big Lenny" Dello – murió en el 2009.
- John Commarato.
- Alfonso Serantonio.
- Joseph Yancone.
- Eugene LaGana.
- Frank Balzano.
- Sergio "SergForce" Gallo.
- Dan 'Big Fish' Cantelliani.
- Hugh "Apples" McIntosh – murió en el 1997.

## En la cultura popular
El libro de 1969 del autor Jimmy Breslin The Gang That Couldn't Shoot Straight fue una descripción ficcionalizada y satírica de la guerra de Gallo con la familia Profaci. Fue adaptada en una película de 1971 con Jerry Orbach interpretando a Kid Sally Palumbo, un personaje basado en Gallo. 
Luego de su asesinato, el productor Dino De Laurentiis produjo un drama más serio, pero aún ficticio, sobre Gallo titulado Crazy Joe, emitido en 1974. Basada en artículos periodísticos del reportero Nicholas Gage, la película fue dirigida por Carlo Lizzani y protagonizada por Peter Boyle como el personaje principal.
Gallo es el principal personaje en la balada biográfica de 12 versos de Bob Dylan "Joey". La canción aparece en el álbum de 1976 de Dylan Desire. Dylan fue criticado por romantizar la vida de Gallo en la canción. 
Gallo fue interpretado por Sebastian Maniscalco en la película del 2019 de Martin Scorsese El irlandés.
Gallo es interpretado en la película del 2019 Mob Town por Kyle Stefanski.
En la serie de televisión del 2022 de Paramount+ The Offer Gallo es interpretado por Joseph Russo.